# ムクドリ
ムクドリ（椋鳥・鶁・白頭翁、学名: Spodiopsar cineraceus）はスズメ目ムクドリ科の鳥類の1種。英名は White-cheeked Starling または Grey Starling。

## 形態
全体的に灰色から灰褐色の暗い色調だが、眼の周りの白色、嘴と脚の黄色がよく目立つややずんぐりした印象の鳥である。雌雄ほぼ同色だが若干の色の差が出る。雄は頭頂部から後頸にかけて金属光沢のある黒色である。額、耳羽、頬などは黒色。ただし、個々の羽根は先端側に大きな白斑があり、個体差もあるが遠目に見ると目の周りはかなり白く見える。腮、喉は黒色。肩羽、背などは灰褐色、腹側は尾にかけて白色である。翼は先端側の初列風切や雨覆が黒褐色で、中列風切はやや淡い色合いである。尾は黒褐色で中央の羽根は光沢がある。尾長は60-70mm。嘴は黄色で、嘴峰は20-30㎜。体重は70-100g。雌は雄とほぼ同色であるが、胸、腹、尾の色が雄よりも淡い。
江戸時代に出版された『大和本草』第15巻にはムクドリ（文中では「椋鳥」で掲載されている）の簡潔な記述がある。それによれば「ツグミくらいの大きさで、形はハトに似ており、ヒヨドリのような声で鳴く鳥だ」と書かれており、体形がずんぐりしていることは古くからの判別ポイントであった。

## 生態
雑食性で、植物の種子や果物、虫の幼虫などを好んで食べる。地面に降りて歩いて虫などを探すこともあれば、木の枝に留まってカキなどの熟した実をついばむ様子も観察される。椋の木の実を好んで食べるため「椋鳥」と呼ばれるようになったといわれているが、これに限らず幅広く食べている。
夜間は大きな群れになり、樹上を塒（ねぐら）にする。長野県での観察では塒として使用される樹種は常緑針葉樹のモミが最も多く、塒に帰ってくる時間は殆どの時期で日没直後であった。ムクドリの塒について全国でアンケート調査を行ったところ、竹藪を利用する個体群や、都市部では街路樹を利用する個体群など様々な樹種を塒にしているようである。京都市内での観察ではムクドリとスズメが同じ木を塒にしている事例がしばしば見られた。1930年頃の千葉県における観察では2月ごろより大きな群れではなく、雌雄のつがいでの行動が増え、4月下旬には巣を作り始めた。
巣は樹洞に作るタイプで、巣材は枯草、小枝、動物の毛などを使う。人里に近い所では住宅の屋根瓦下なども利用することもしばしば観察される。コムクドリはムクドリよりも屋根瓦の下を好み、両者は住み分けしているようにも見えるが、ムクドリがコムクドリの営巣場所を奪う事例も観察されている。
繁殖個体群の構成については神奈川県下での観察を続けた浅川・斎藤（2006）の総説論文が詳しい。それによれば、ムクドリの繁殖期はだらだらと比較的長く続くタイプであるが、産卵は4月下旬と6月上旬に大きく2つのピークがある。ムクドリの場合は後期に繁殖するものは、前期に繁殖に失敗したものが再挑戦するとか2回連続の繁殖に挑むというものは少ないのが特徴だという。他にも前記型と後期型では雛の巣立ち率、種内での托卵率、定着せずに放浪する個体の率などが違うことが示唆されている。
換羽期は夏。風切羽でも、初列風切は内から外へ、次列風切は逆、三列風切は中内外の順番で生え変わるという。
天敵は猛禽類など。ハギマシコ（アトリ科）が都市部のムクドリの糞を食べていることが報告されている。
両親ともに子育てを行い、とくに育雛期には両親が揃って出掛け、食糧を探して仲良さそうに歩き回る様子が観察される。
黒田 (1961)は孵化後間もないムクドリの雛を飼育し、成長過程を観察して大きく5段階に分けて報告している。運動能力はもちろん、餌をねだる動作、毛繕い、威嚇動作などにも成長と共に変化が見られるという。
鳴き声は「ギャーギャー」「ギュルギュル」「ミチミチ」など。かなりの音量であり、大量にムクドリが集まった場合には、パチンコ店内の音量と同じレベルに達する。
都市部などでも、非常に多くの群れを成して生活する場合がある。そのため、大量の糞による汚染被害や、鳴き声による騒音被害が社会問題化している。夜11時を過ぎても大きな鳴き声が止まらない場合もあり、深刻な問題として議論されているが、法的な問題もあって解決に至らない場合もある。
吸血害虫であるトリチスイコバエが体表に寄生している場合がある。

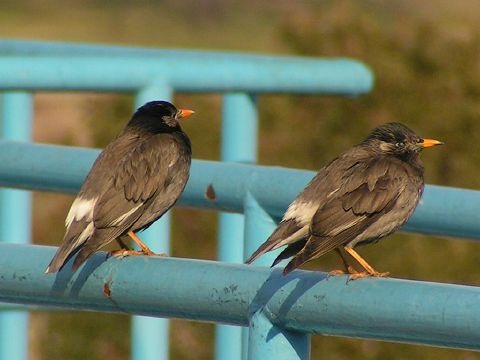
ムクドリ（つがい形成期。左が雄、右が雌）
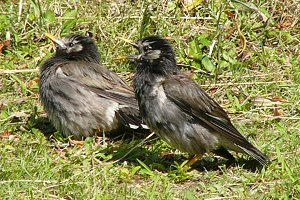
巣立って間もないと見られる若鳥。若鳥は胸から腹にかけての毛色が薄めである。
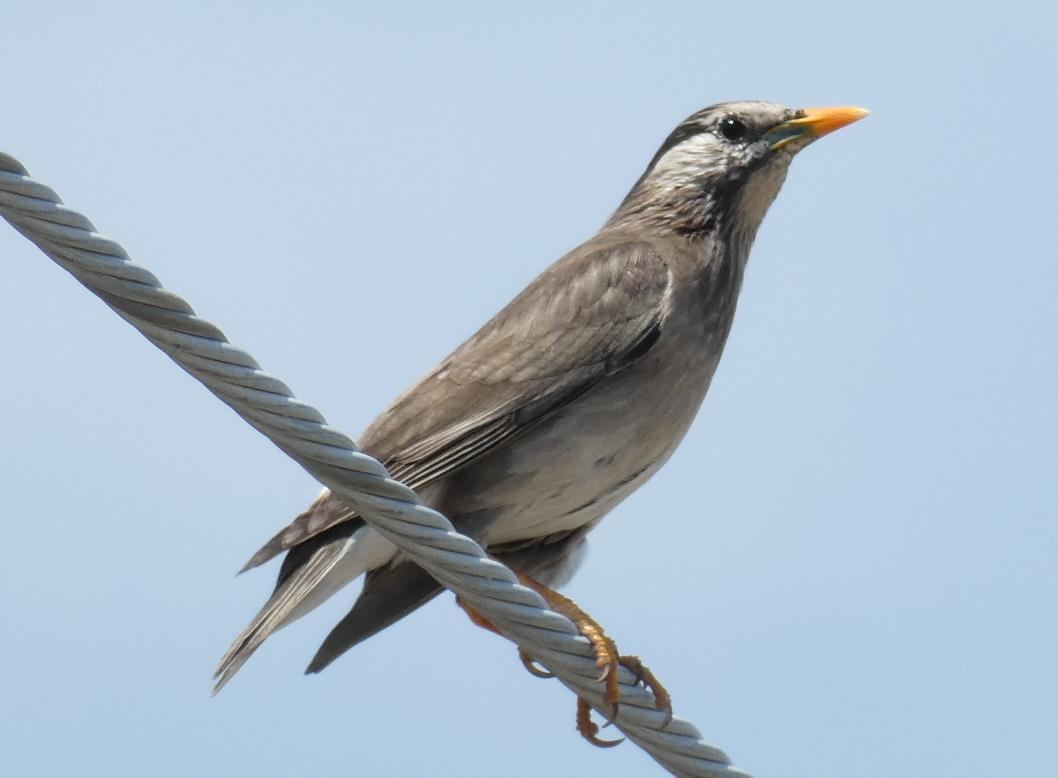
鉄道の架線にとまるムクドリ（東羽衣駅）
- (動画) 柿をついばむムクドリ

## 分布
東アジア（中国、モンゴル、ロシア東南部、朝鮮半島、日本）に分布する。

## 人間との関わり

### 食用・狩猟
肉は食用にできる。江戸時代に出版された『大和草本』第15巻にはムクドリについて、味が良いという旨の記述が見られ、食用にされていたことがうかがえる。『蘭山禽譜』にはムクドリは複数あり、やや小型で羽に光沢があり嘴や脚は黒いものが、大きなムクドリよりも綺麗で味も良いとの記述が見られる。これは恐らく別種のコムクドリの雄を指しているものとみられる。
ただし、昭和時代の地方の伝統食を中心に記した日本の食事事典（1993）にはムクドリが材料となる料理は掲載されておらず、昭和時代までには主たる食文化は消えてしまったようである。これは明治時代の「狩猟規則」（明治二十五年勅令第八十四号）により、ツバメやヒバリなどと共にムクドリの狩猟が禁止されたことが大きい。
狩猟鳥獣への再指定は平成時代に行われ、現在は鳥獣保護法施行規則の第三条が定めるリストに入っている鳥であり、狩猟鳥獣の一つである。このため、「鳥獣の保護及び管理並びに狩猟の適正化に関する法律」（平成十四年法律第八十八号、通称：鳥獣保護法）に従い、狩猟免許を取得し都道府県の名簿に登載されれば、亜種も含めて冬季に決められた区域内と手法で狩猟ができる。なお、上述のコムクドリは鳥獣保護法が定める狩猟鳥獣には含まれていない。

### 農業害鳥
後述のように「サクラドリ」「サクラゴ」などの地方名があり、これはサクランボなどをよく食べることからきた名前とも言われる。

### 象徴
季語としては晩秋から初冬のものだとされる。昔から様々な俳人に詠まれてきた。
農閑期の冬に都市部に出稼ぎに来る集団、特に北の方から来るものを指して「椋鳥」という蔑称があった。これはやかましい田舎者の集団という意味が込められていた。江戸時代ごろには使われていた記録があるという。俳人小林一茶は故郷信濃から江戸に向かう道中にその屈辱を受けて、「椋鳥と人に呼ばるる寒さかな」という俳句を残している。明治時代には、森鷗外が、日本＝世界の中の田舎者という意味で、海外情報を伝える連載コラムに「椋鳥通信」というタイトルをつけた
宮沢賢治の短編童話『とりをとる柳』に「もず」として登場する、千ほどの集団で一斉に木から飛び立つ様子が描写された鳥が、標準和名のモズではなく本種であったと指摘されている。
モーツァルトのピアノ協奏曲第17番第3楽章には、ムクドリのさえずりを基にした旋律が主題として用いられているといわれるが、これは別種ホシムクドリについての逸話である。

### 人間の暮らしとの関わり
ムクドリは日本に広く生息しているため、野鳥観察において、大きさを表現するための物差し鳥として利用されている。

### 益鳥として

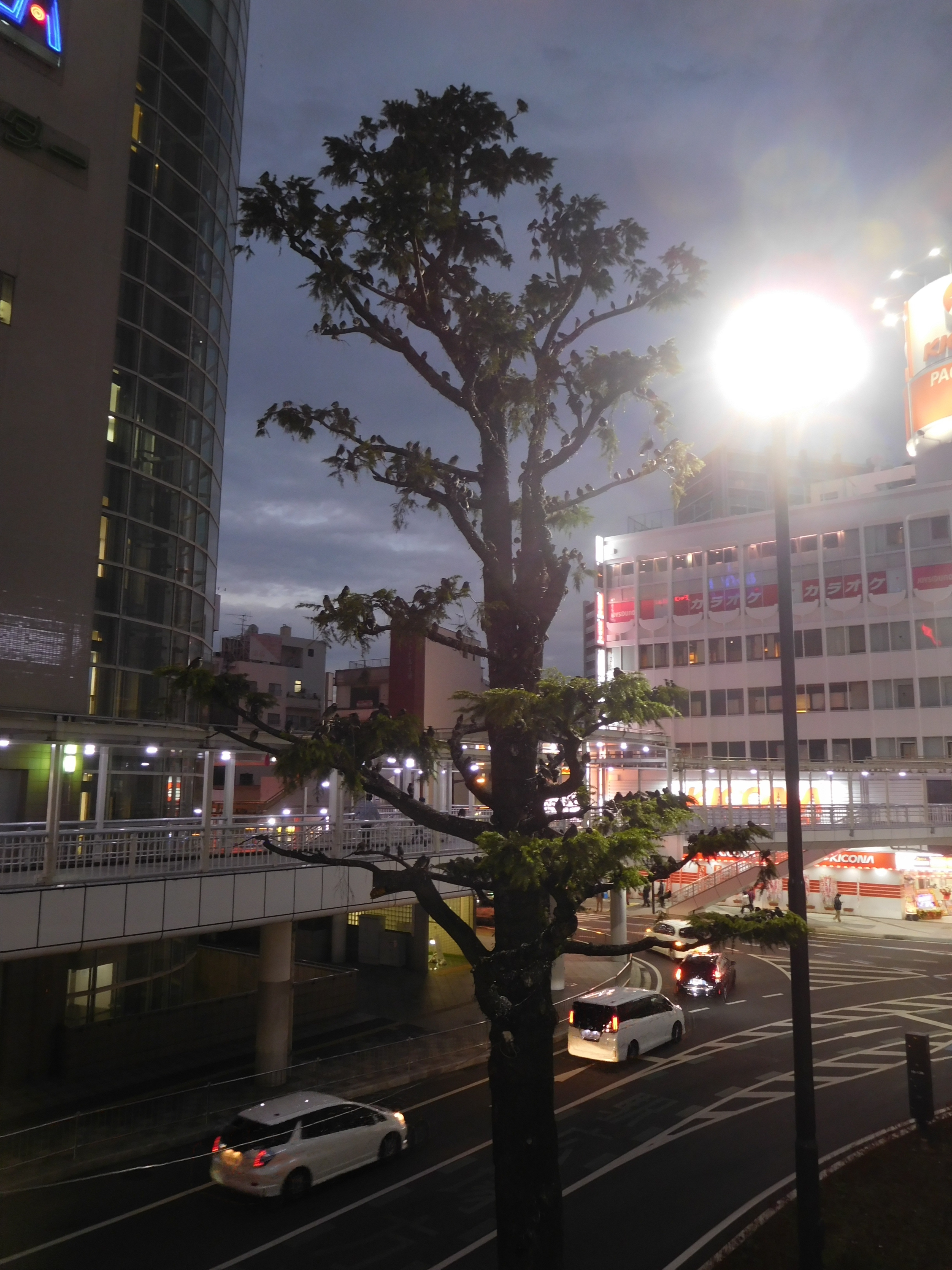
ムクドリの群がる木（茨城県土浦市、土浦駅前）

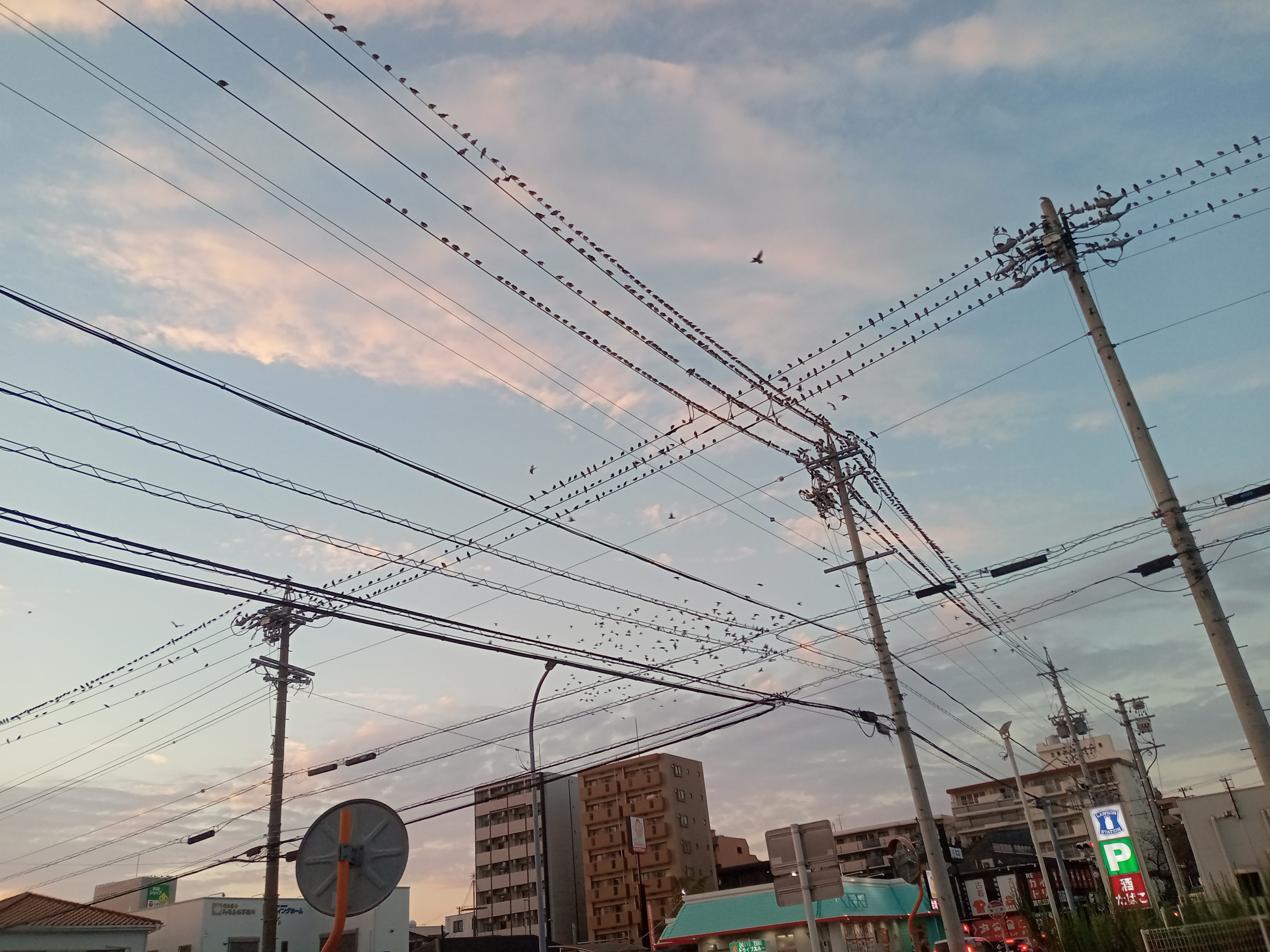
ねぐらに帰る前に群がるムクドリ（愛知県長久手市熊田にて）

ムクドリはもともとは、農作物に害を及ぼす虫を食べる益鳥とされていた。平均的なムクドリの家族（親2羽、雛6羽）が1年間に捕食する虫の数は百万匹以上と研究されている。
当時害虫を1匹駆除するのに1円かかるといわれていたため、ムクドリ1家族で年間に百万円以上の利益を国家にもたらす「農林鳥」とたたえられたほどである。

### 害鳥として
生息環境の破壊により、ムクドリが都市に適応して大量に増殖すると、鳴き声による騒音や糞害などがしばしば問題になる。日本国内では1994年からは狩猟鳥に指定されている。
農研機構では、鳥が天敵に捕まった時に発声する声を、鳥に忌避行動を起こさせる「ディストレス・コール」として用い、ムクドリやスズメを追い払う効果を試みている。
2021年には、強力なLEDライトを当てることで効果を出している自治体もあるが、他の地域にムクドリが移動するだけであり、イタチごっこの状態が続いている。

## 呼称
日本語の「ムクドリ」の語源としては、ムクノキの実を好むからとする説、常にムクノキに棲んでいるためとする説、騒がしいので「むくつけしとり」の略とする説などがある。群になる特徴から「群来鳥」「群木鳥」「雲鳥」などの表現もある。
江戸時代の『水谷禽譜』には和名の由来として、囮（媒鳥）を使うと大量に捕まえられる純真無垢な鳥という説と、蒙古人の鳥で「蒙古鳥」という説も紹介している。また、美作国津山の二ノ宮にはこの地に左遷された帝がムクドリに化けたという伝説があり、地元の人は「二宮の鳥」と呼ぶという記述がある。ただ、これは現在では残っていないようである。なお、美作国の二ノ宮とされる神社は「高野神社」で同名の大きな神社は二つあり、どちらかを指すのかは分かっていない。ただ、片方には境内に大きなムクノキが生えている。
東北地方、九州地方を中心に地方名が非常に多い鳥で身近な鳥であったことがうかがえる。特徴的な鳴き声に由来するとみられる「ガラガラドリ」「ギイギイドリ」「ギャアギャアドリ」「ギャラ」などの名称が広い範囲で見られる。他に広い範囲で見られるものは「ムク」「モク」「モクドリ」などの系統である。「ムク」やこれの語尾に何かつくような名前は九州を中心とした南西日本に圧倒的に多く、「ムクワリ」「ムククイ」など椋の実を食べていた説を裏付けるような地方名は九州に見られる。これに対し「モク」「モクドリ」系は関東地方や東北地方に多いが愛知県や四国地方にも少数見られる。ムククイの他の習性に由来すると見られるものは「マメマワシ」という名前が四国西部に見られる。馬に纏わりついていたのを示す「ウマジラミ」「マチラミ」などの名称が岩手県北部に見られる。岩手県やその周辺では「サクラドリ」「サクラゴ」という名前も広く使われており、これも食性由来の名前と見ら得る。特有の臭気があるのか「ションベンドリ」「ニホイドリ」などの名前が中国地方に見られる。別の鳥に似ているというのではモズやスズメに例えるものが多く「クロモズ」「ギャラモズ」（以上徳島県）、「デロモンズ」（秋田県）、「ヤマスズメ」（岩手県、秋田県）、「タケスズメ」（秋田県）、「ムラスズメ」（宮城県）などがある。これらのうち、幾つかの地方名はコムクドリのものとも共通する。
種小名 cineraceusは「灰色の」という意味で体色に由来する。旧属名の Sturnusはラテン語で「ムクドリ」を意味する単語で、特にヨーロッパに分布するホシムクドリ（Sturnus vulgaris）を指していたという。現在、日本のムクドリとホシムクドリは別属扱いになっている。現在の属名 Spodiposarは「灰色の顔」という意味がある。

## ギンムクドリとの雑種
本種とギンムクドリの交雑個体と考えられるものが観察されている。2009年5月、高知県宿毛市で実際に本種の雌とギンムクドリの雄が交雑したことが報告された。